# Technologiepark Dortmund

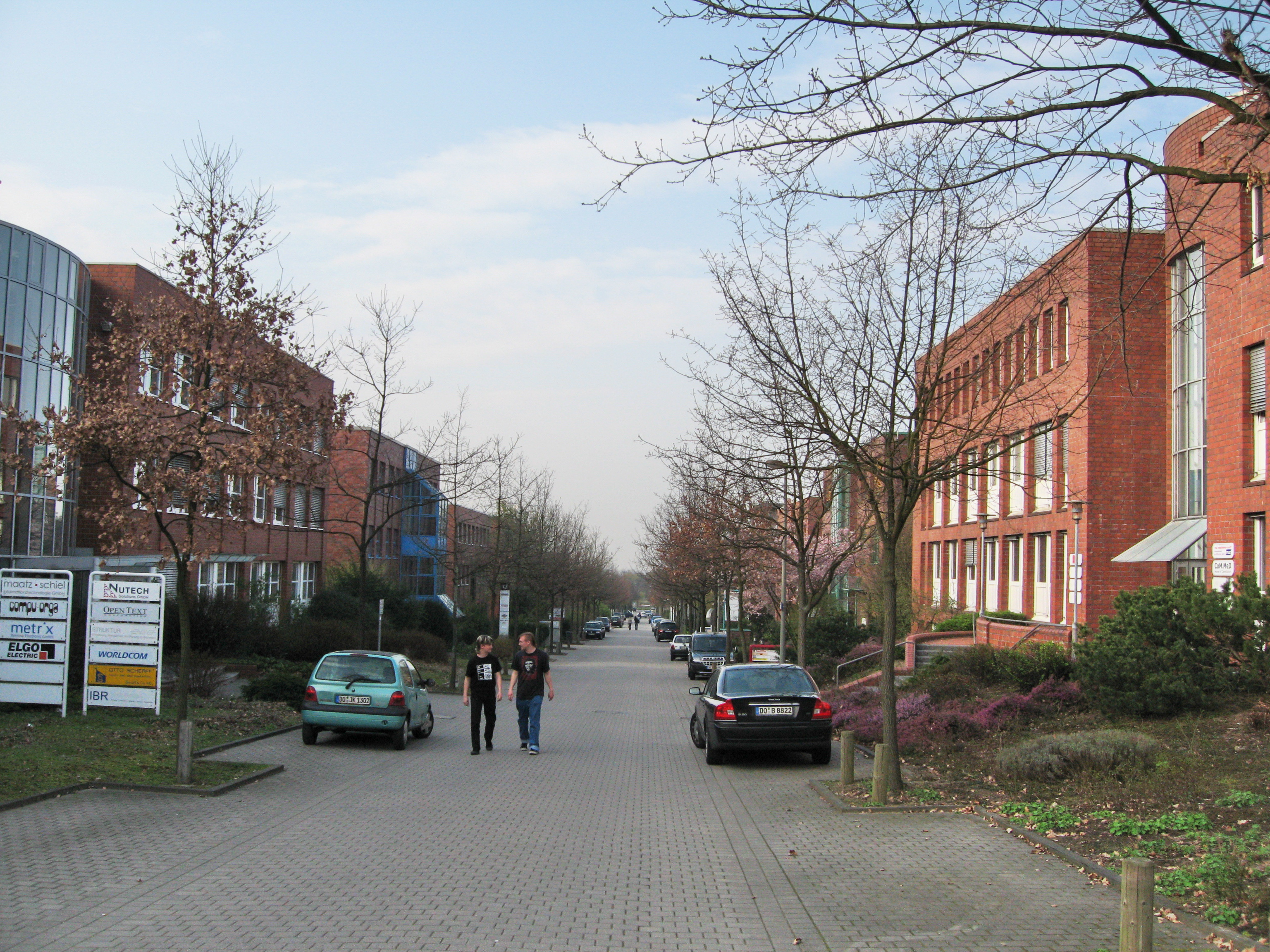
Blick in eine Seitenstraße des Parks

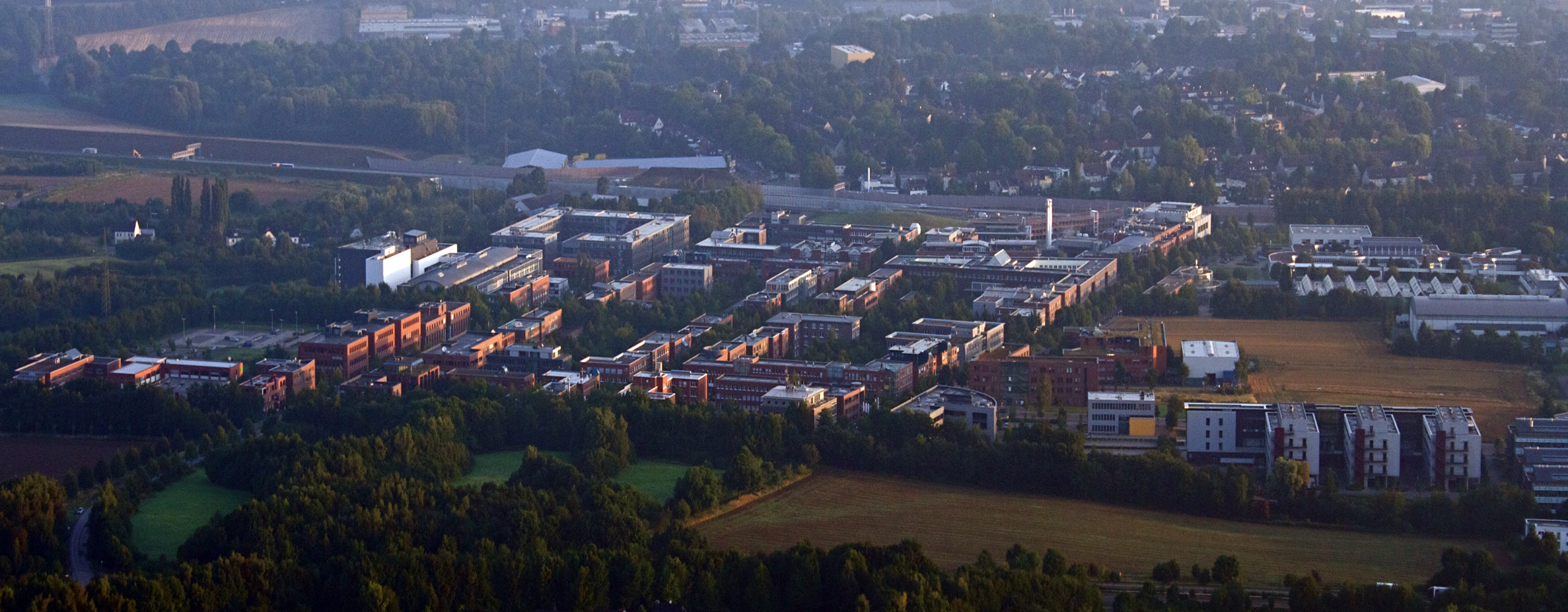
Luftbildfotografie des Technologiepark Dortmund

Der Technologiepark Dortmund existiert seit 1985 und bietet ca. 10000 Beschäftigten einen Arbeitsplatz. Er beheimatet rund 300 Unternehmen, u. a. zwei Fraunhofer-Institute und den Autoelektronik-Zulieferer und Halbleiterhersteller Elmos Semiconductor AG.
Die Keimzelle des Parks ist das im Jahr 1984 gegründete TechnologieZentrumDortmund (TZDO), in dem 2007 auch ein Kinder- und Jugendtechnologiezentrum eingerichtet wurde (KITZ.do).

## Lage und Anbindung
Der Park liegt in unmittelbarer Nachbarschaft zu Technischen Universität Dortmund zwischen den Stadtteilen Dorstfeld und Barop an der A 40 und damit auch nahe der Fachhochschule Dortmund.
Über die H-Bahn besteht eine direkte Verbindung zum Nord- und Südcampus der Universität. Eine weitere Anbindung der öffentlichen Verkehrsmittel ist die S-Bahn-Linie 1, die den Park über den Haltepunkt Dortmund Universität mit dem Dortmunder Hauptbahnhof, sowie mit diversen Universitäten, wie der Ruhr-Universität Bochum, der Universität Duisburg-Essen und der Heinrich-Heine-Universität Düsseldorf verbindet.